# Physalis cuneata
Physalis cuneata är en potatisväxtart som beskrevs av Henry Hurd Rusby. Physalis cuneata ingår i släktet lyktörter, och familjen potatisväxter. Inga underarter finns listade i Catalogue of Life.